# Ferdinand Gießauf
Ferdinand Gießauf OCist (* 15. August 1913 in Ulmerfeld, Niederösterreich als Franz Josef Gießauf; † 22. Februar 1985 in Wien) war ein österreichischer Geistlicher und der 65. Abt des Zisterzienserstiftes Zwettl. Zudem war er von 1973 bis 1979 Abtpräses der Österreichischen Zisterzienserkongregation.

## Leben
Ferdinand Gießauf wurde am 5. August 1913 als Sohn von Anton Gießauf (* 2. Jänner 1870), Bezirksinspektors bei der Gendarmerie, und dessen Ehefrau Aloisia (* 21. März 1879) in der niederösterreichischen Ortschaft Ulmerfeld, heute ein Stadtteil von Amstetten, geboren und noch am selben Tag auf den Namen Franz Josef getauft. Seine Eltern hatten am 15. August 1904 geheiratet. Seine Schulbildung schloss er im Jahre 1932 mit der Matura am Stiftsgymnasium Seitenstetten ab. Danach trat er einen Tag vor seinem 19. Geburtstag, am 14. August 1932, in das Zisterzienserstift Zwettl ein, wo er den Ordensnamen Ferdinand erhielt. An seinem 20. Geburtstag, dem 15. August 1933, legte er die einfache Profess ab und wurde am 29. Juni 1937, nachdem er am 15. August 1936 seine feierliche Profess abgelegt hatte, zum Priester geweiht. 1938 trat er eine Stelle als Kooperator in der Marktgemeinde Schweiggers an und wurde im Jänner 1941 Pfarrprovisor in Friedersbach. Im Juni 1941 wechselte er als Kaplan nach Eisgarn und wurde bereits 1942 Kaplan in der Stadt Zwettl. Bald darauf wurde er, während des Zweiten Weltkriegs, von den Nationalsozialisten mit einem Lehr- und Predigtverbot belegt, woraufhin er mit Wirkung vom 1. Juli 1942 auf Betreiben des bischöflichen Ordinariats in die Finanzkammer der Diözese St. Pölten wechselte. Hier blieb er schließlich auch bis Kriegsende tätig und wurde danach wieder als Kaplan in Zwettl reaktiviert. Daneben bzw. danach war er auch Präfekt der der Zwettler Sängerknaben und Kaplan in Windigsteig.
1957 erfolgte Gießaufs Ernennung zum Prior, ehe er am 1. Juni bzw. 1. Juli 1961 als Prior zum 65. Abt des Stifts Zwettl gewählt und am 5. August 1961 benediziert wurde. Dabei trat er die Nachfolge des am 23. Juni 1961 verstorbenen Bertrand Koppensteiner an. Unter Abt Ferdinand erlebte das Stift einen neuerlichen Aufschwung und wurde zu einem geistlichen Zentrum des Waldviertels. So ließ Gießauf während seiner Amtszeit das Bildungs- und Exerzitienhaus errichten und erwarb sich Verdienste um den Ausbau des sogenannten Zwetteler Hauses, eines Seminars für Spätberufene, in Horn. Zeitlebens galt er als überregional gefragter Prediger, Vortragsredner und Exerzitienleiter. 1968 wurde ihm von der niederösterreichischen Landesregierung ein Komturkreuz des Ehrenzeichens für Verdienste um das Land Niederösterreich verliehen. Parallel zu seiner Tätigkeit als Abt von Zwettl war Gießauf vom 27. November 1973 bis zum 15. November 1979 Abtpräses der Österreichischen Zisterzienserkongregation. 1973 erhielt er zudem das Große Silberne Ehrenzeichen für Verdienste um die Republik Österreich. Mit 1. Jänner 1980 erfolgte Abt Ferdinands Resignation, woraufhin er am 1. März 1980 Pfarrvikar in Gobelsburg wurde. Diese Stelle musste er jedoch bereits im darauffolgenden Jahr aus gesundheitlichen Gründen zurücklegen und abermals resignieren.
Seinen Ruhestand verbrachte Gießauf daraufhin in Zistersdorf und starb am 22. Februar 1985 im Alter von 71 Jahren im Krankenhaus der Barmherzigen Schwestern Wien. Am 1. März 1985 erfolgte seine Beerdigung in Zwettl.

## Werke (Auswahl)
- 1965: Anmerkungen zur Frage der Mönchsberufung in der Kirche. In: Cistercienser-Chronik Nr. 72, S. 84–91
- 1977: Stift Zwettl als Verteidigungswerk in der Türkengefahr. In: Zwettler Kurier Nr. 13, S. 8f.